# غونزالو كولسا
غونزالو كولسا (بالإسبانية: Gonzalo Colsa) (مواليد 11 مايو 1979 في سانتاندير - إسبانيا) لاعب كرة قدم إسباني يلعب حاليا لصالح نادي الدرجة الأولى ريسينغ سانتاندر الإسباني منذ 1996 في مركز الوسط المدافع .

## روابط خارجية
- غونزالو كولسا على موقع الاتحاد الدولي (مؤرشف)  (الإنجليزية)
- غونزالو كولسا على موقع قاعدة بيانات كرة القدم.إي يو (الإنجليزية)
- غونزالو كولسا على موقع Soccerway.com (الإنجليزية)
- غونزالو كولسا على موقع عالم كرة القدم.نت (الإنجليزية)
- غونزالو كولسا على موقع كووورة